# 雷明登1100半自動霰彈槍
雷明登1100，又稱M1100，是由美國雷明登製造的半自動氣動式霰彈槍，在民間射擊活動頗為常見。

## 歷史及設計

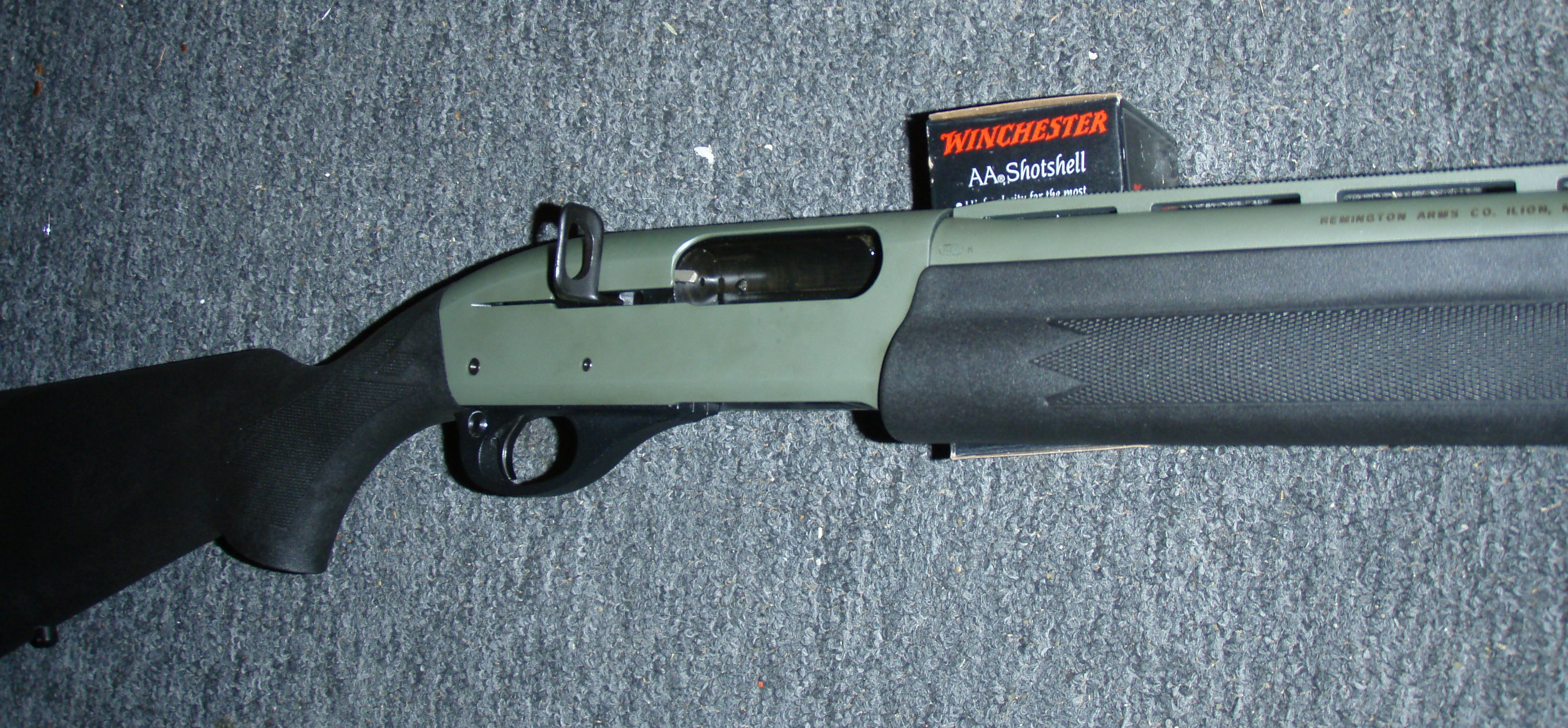
雷明登1100的特寫。

雷明登1100由Wayne Leek在1963年設計而成，改進自約翰·白朗寧的白朗寧Auto-5。所有型號的雷明登1100皆採用氣動系統及機械裝置以減低後座力。雷明登1100在2006年仍在生產，亦是美國史上最高銷售量的自動裝填霰彈槍。
雷明登1100在1963年推出後，立即成為飛靶射手指定的霰彈槍，因為它的氣動系統有效減低後座力，甚至女性射手亦可輕易使用。雷明登1100亦是著名的飛靶比賽（trap）專用槍，更可裝上彈殼收集箱，以防彈殼擊中其他射手。雷明登1100的某一些零件可以和雷明登870、雷明登11-87互換。

## 型號
雷明登1100以彈藥類型作型號分類：
- 12 gauge（1963年）
- 16 gauge（1964年）
- 20 gauge（1969年）
- .410 bore（1969年）
- .410 bore及28 gauge（1970年）

## 使用國
- [3]
- 比利时
- [3]
- 玻利维亚[來源請求]
- 巴西：里約熱內盧市憲兵
- 柬埔寨
- 加拿大：埃德蒙頓警隊
- 哥伦比亚
- 刚果民主共和国
- 爱沙尼亚
- 以色列
- 马来西亚：特種部隊[4]
- 馬爾他[3]
- 墨西哥：海軍陸戰隊[來源請求]
- 莫桑比克
- 尼泊尔
- 新西兰[3]
- 阿曼
- 巴基斯坦
- 巴拿马[3]
- 坦桑尼亚
- 泰國[3]
- 突尼西亞
- 土耳其
- 乌干达
- 美国：部份地區執法部門[3]
- 委內瑞拉
- 越南
- 葉門
- 尚比亞
- 辛巴威